# Dragonoš
 Dragonoš  falu Horvátországban Zágráb megyében. Közigazgatásilag Szamoborhoz tartozik.

## Fekvése
Zágrábtól 31 km-re, községközpontjától 11 km-re délnyugatra a Zsumberk-Szamobori-hegységben fekszik.

## Története
1857-ben 70, 1910-ben 101 lakosa volt. Trianon előtt Zágráb vármegye Szamobori járásához tartozott. 2011-ben 23 lakosa volt.

## Lakosság
| Lakosság változása | Lakosság változása | Lakosság változása | Lakosság változása | Lakosság változása | Lakosság változása | Lakosság változása | Lakosság változása | Lakosság változása | Lakosság változása | Lakosság változása | Lakosság változása | Lakosság változása | Lakosság változása | Lakosság változása | Lakosság változása |
| ------------------ | ------------------ | ------------------ | ------------------ | ------------------ | ------------------ | ------------------ | ------------------ | ------------------ | ------------------ | ------------------ | ------------------ | ------------------ | ------------------ | ------------------ | ------------------ |
| 1857               | 1869               | 1880               | 1890               | 1900               | 1910               | 1921               | 1931               | 1948               | 1953               | 1961               | 1971               | 1981               | 1991               | 2001               | 2011               |
| 70                 | 64                 | 74                 | 72                 | 75                 | 101                | 70                 | 129                | 144                | 154                | 135                | 100                | 84                 | 48                 | 27                 | 23                 |

## Nevezetességei
Páduai Szent Antal tiszteletére szentelt kápolnája a 18. században épült. Egyhajós, sokszögzáródású épület, harangtornya a homlokzat előtt áll.

## Külső hivatkozások
- Szamobor hivatalos oldala
- A zsumberki közösség honlapja
- Szamobor város turisztikai egyesületének honlapja